# طول مسیر نوری
در مبحث نور یا اپتیک، طول مسیر نوری یا فاصلهٔ نور، (انگلیسی: Optical path length) یا (OPL)، محصول  طول هندسی مسیری است که به‌وسیلهٔ نور درون سیستم معینی پیموده شده و ضریب شکست آن رسانه نوری است که نور از طریق آن پخش می‌شود. در بسیاری از کتاب‌های استاندارد در بارهٔ نور، به صورت نمادین به صورت Λ نوشته شده‌است. تفاوت در یک طول مسیر نوری بین دو مسیر اغلب تفاوت مسیر نور (OPD) نامیده می‌شود. OPL و OPD به این دلیل مهم هستند که آن‌ها فاز نور را تعیین و تداخل امواج را کنترل و پراکندگی نور در هنگام انتشار آن را تعیین می‌کنند.

## فرمول‌بندی

### طول مسیر نور
در یک رسانهٔ نوری با ضریب شکست یکنواخت n, برای طول مسیر نور (OPL)، با طول s:
{\displaystyle \mathrm {OPL} =ns.\,}
هنگامی که تصحیح می‌شود، منحنی یک قطعه خط مستقیم را با همان فرمولاسیون ارائه می‌دهد
طول مسیر نوری
n محدوده شاخص شکست انباشت ثابت، n, OPL برای مسیر طول هندسی است
اگر شاخص شکست در طول مسیر متفاوت باشد، OPL توسط یک انتگرال خطی به‌دست می‌آید
{\displaystyle \mathrm {OPL} =\int _{C}n\mathrm {d} s,\quad }
که در اینجا "n" شاخص ضریب شکست محلی به عنوان تابع فاصله در طول مسیر "C" است.